# Ute Sander

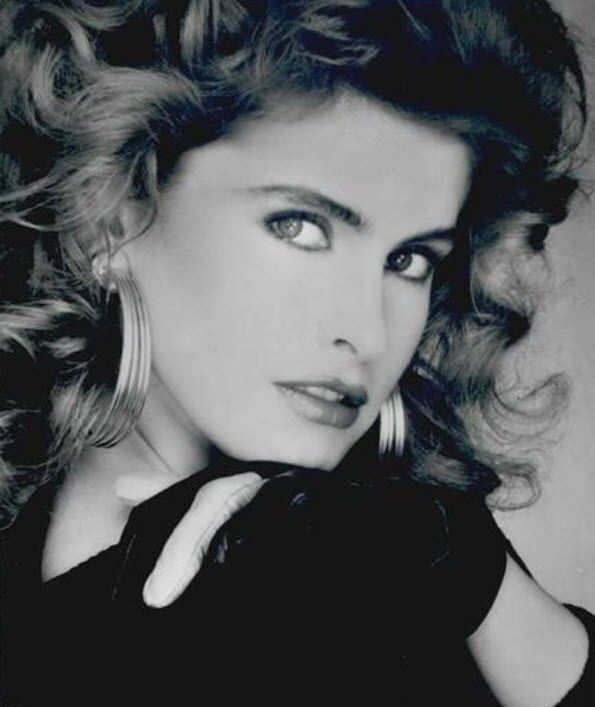
Ute Sander (1987)

Ute Sander (* 1967 in Bochum) ist ein deutsches Fotomodell und Schauspielerin, die 1987 durch ihre Rolle der „Gabi Drösel“ im Film Otto – Der neue Film bekannt wurde.

## Leben
Ute Sander wuchs in Oldenburg (Oldb), Neuenkirchen-Vörden (Ortsteil Nellinghof) und Hamburg auf. Nach ihrem Mitwirken im zweiten Kinofilm von Otto Waalkes, Otto – Der neue Film, war sie in der Oktoberausgabe 1987 des Männermagazins Playboy zu sehen. Im Dezember 1987 war sie auf der Titelseite des französischen Frauenmagazins Femme Actuelle. 1988 zog sie nach New York City, wo sie zwei Jahre Herbert Berghofs Schauspielschule besuchte. 1993 zog sie nach Texas und begann, sich dem Tierschutz zu widmen, insbesondere dem Schutz von Pferden.
In Arlington (Texas) arbeitete sie freiberuflich als Krankenpflegerin. Sie veröffentlichte am 9. Dezember 2011 eine Autobiographie im Selbstverlag.

## Veröffentlichungen
- Ute Sander: Das Ganze Nochmal. Celebrity Autobiography, Xlibris 2011 ISBN 978-1-4653-0763-7 (Book on demand).